# Vétrigne
Vétrigne (Duits: Würteringen) is een gemeente in het Franse departement Territoire de Belfort (regio Bourgogne-Franche-Comté) en telt 441 inwoners (1999). In het Elzassisch of het Duits heette de plaats vroeger Würt(e)ringen.
De gemeente maakt deel uit van het arrondissement Belfort en sinds 22 maart 2015 tot het kanton Valdoie. Daarvoor maakte het deel uit van het kanton Offemont, dat op die dag opgeheven werd.

## Geografie
De oppervlakte van Vétrigne bedraagt 2,5 km², de bevolkingsdichtheid is 176,4 inwoners per km².
De onderstaande kaart toont de ligging van Vétrigne met de belangrijkste infrastructuur en aangrenzende gemeenten.

## Demografie
Onderstaande figuur toont het verloop van het inwonertal (bron: INSEE-tellingen).